# 裁判法
裁判法（さいばんほう）は、裁判に関する法律の総称である。広義には民事訴訟法や刑事訴訟法を含めるが、通常は裁判所と法曹に関する法律のみを包含する。また、最も狭義には裁判所の運営に直接的に関係する法律のみをいい、司法試験法や弁護士法を含めない。

## 代表的な裁判法
- 共通法（実効性喪失）
- 法の適用に関する通則法
- 裁判所法
- 最高裁判所規則
- 知的財産高等裁判所設置法
- 不正競争防止法
- 法廷等の秩序維持に関する法律
- 民事訴訟費用等に関する法律
- 総合法律支援法
- 裁判外紛争解決手続の利用の促進に関する法律
- 裁判の迅速化に関する法律
- 裁判員の参加する刑事裁判に関する法律
- 判事補の職権の特例等に関する法律
- 裁判所職員定員法
- 裁判官の報酬等に関する法律
- 裁判官の育児休業に関する法律
- 裁判官の介護休暇に関する法律
- 裁判官の災害補償に関する法律
- 裁判官の配偶者同行休業に関する法
- 最高裁判所裁判官退職手当特例法
- 裁判所職員臨時措置法
- 裁判所の休日に関する法律
- 裁判所予備金に関する法律
- 判事補及び検事の弁護士職務経験に関する法律
- 裁判官分限法
- 裁判官弾劾法
- 最高裁判所裁判官国民審査法
- 弁護士法
- 司法試験法
- 司法書士法
- 執行官法

## かつて存在した裁判法
- 法例（明治23年法律第97号）
- 裁判所構成法
- 判事懲戒法